# 赤羽西
赤羽西（あかばねにし）は、東京都北区の町名。現行行政地名は赤羽西一丁目から赤羽西六丁目。住居表示実施済区域。

## 地理
東京都北区の北西部に位置する。北で赤羽台、北西で桐ヶ丘、北東で赤羽、東で赤羽南、南東で中十条、南で十条仲原、南西で西が丘、西で板橋区蓮沼町および小豆沢と接する。北区北西部の台地に東西に長い町域を持つ。町域の東辺をJRの鉄道路線が南北に走り、赤羽駅が町域に隣接して所在する。西部の赤羽西五丁目には旧・陸上自衛隊十条駐屯地赤羽分屯地から転用された自然観察公園が置かれている。

### 河川
- 稲付川 - 町域南辺を東流していた河川。隅田川に合流していた。1967年に開始された工事で暗渠化された。

### 地価
住宅地の地価は、2025年（令和7年）1月1日の公示地価によれば、赤羽西1-26-15の地点で63万4000円/m2、赤羽西3-35-16の地点で51万5000円/m2となっている。

## 歴史
赤羽村が1871年（明治4年）11月に浦和県（現埼玉県）から東京府北豊島郡に編入され、1889年に同郡岩淵町の一部となった。その後合併により1932年に東京市王子区が成立し、王子区（現・東京都北区）の一部分となった。昭和30年代に住民から再開発の請願が出され、北区と住宅・都市整備公団によって、1976年（昭和51年）から計画が着手、1986年（昭和61年）春に十四階建ての高層住宅など第一期事業が完了した。第二期事業は、十階建て店舗、十九階建て店舗・住宅を建設する計画であり、1988年1月、イトーヨーカ堂から1992年9月オープン予定の出店計画書が提出された。

## 世帯数と人口
2023年（令和5年）1月1日現在（東京都発表）の世帯数と人口は以下の通りである。
| 丁目         | 世帯数    | 人口     |
| ------------ | --------- | -------- |
| 赤羽西一丁目 | 2,183世帯 | 3,560人  |
| 赤羽西二丁目 | 1,373世帯 | 2,443人  |
| 赤羽西三丁目 | 1,303世帯 | 2,332人  |
| 赤羽西四丁目 | 2,109世帯 | 3,583人  |
| 赤羽西五丁目 | 740世帯   | 1,332人  |
| 赤羽西六丁目 | 2,228世帯 | 4,075人  |
| 計           | 9,936世帯 | 17,325人 |

### 人口の変遷
国勢調査による人口の推移。
| 年                 | 人口   |
| ------------------ | ------ |
| 1995年（平成7年）  | 17,035 |
| 2000年（平成12年） | 16,782 |
| 2005年（平成17年） | 16,729 |
| 2010年（平成22年） | 16,343 |
| 2015年（平成27年） | 16,285 |
| 2020年（令和2年）  | 17,185 |

### 世帯数の変遷
国勢調査による世帯数の推移。
| 年                 | 世帯数 |
| ------------------ | ------ |
| 1995年（平成7年）  | 7,496  |
| 2000年（平成12年） | 7,819  |
| 2005年（平成17年） | 8,261  |
| 2010年（平成22年） | 8,560  |
| 2015年（平成27年） | 8,577  |
| 2020年（令和2年）  | 9,278  |

## 学区
区立小・中学校に通う場合、学区は以下の通りとなる（2023年10月時点）。
| 丁目         | 番地                                         | 小学校               | 中学校             |
| ------------ | -------------------------------------------- | -------------------- | ------------------ |
| 赤羽西一丁目 | 29〜34番                                     | 北区立赤羽台西小学校 | 北区立桐ケ丘中学校 |
| 赤羽西一丁目 | 6番、8番 35〜42番                            | 北区立赤羽小学校     | 北区立桐ケ丘中学校 |
| 赤羽西一丁目 | 1〜5番、7番 15〜28番                         | 北区立西が丘小学校   | 北区立稲付中学校   |
| 赤羽西二丁目 | 全域                                         | 北区立西が丘小学校   | 北区立稲付中学校   |
| 赤羽西三丁目 | 1〜34番 35番1〜2・8〜17号 36番1〜3・10〜13号 | 北区立西が丘小学校   | 北区立稲付中学校   |
| 赤羽西三丁目 | 35番3〜7号 36番4〜9号 37番                   | 北区立梅木小学校     | 北区立稲付中学校   |
| 赤羽西四丁目 | 24〜28番 50〜54番                            | 北区立赤羽台西小学校 | 北区立桐ケ丘中学校 |
| 赤羽西四丁目 | 1〜23番 29〜49番                             | 北区立西が丘小学校   | 北区立稲付中学校   |
| 赤羽西五丁目 | 1〜2番                                       | 北区立西が丘小学校   | 北区立稲付中学校   |
| 赤羽西五丁目 | 3〜12番                                      | 北区立赤羽台西小学校 | 北区立桐ケ丘中学校 |
| 赤羽西六丁目 | 全域                                         | 北区立桐ケ丘郷小学校 | 北区立稲付中学校   |

## 事業所
2021年（令和3年）現在の経済センサス調査による事業所数と従業員数は以下の通りである。
| 丁目         | 事業所数  | 従業員数 |
| ------------ | --------- | -------- |
| 赤羽西一丁目 | 343事業所 | 3,980人  |
| 赤羽西二丁目 | 43事業所  | 253人    |
| 赤羽西三丁目 | 36事業所  | 116人    |
| 赤羽西四丁目 | 76事業所  | 305人    |
| 赤羽西五丁目 | 21事業所  | 281人    |
| 赤羽西六丁目 | 87事業所  | 1,582人  |
| 計           | 606事業所 | 6,517人  |

### 事業者数の変遷
経済センサスによる事業所数の推移。
| 年                 | 事業者数 |
| ------------------ | -------- |
| 2016年（平成28年） | 617      |
| 2021年（令和3年）  | 606      |

### 従業員数の変遷
経済センサスによる従業員数の推移。
| 年                 | 従業員数 |
| ------------------ | -------- |
| 2016年（平成28年） | 5,689    |
| 2021年（令和3年）  | 6,517    |

## 交通

### 鉄道
- 東日本旅客鉄道（JR東日本）
  - 赤羽駅：埼京線、京浜東北線、宇都宮線、高崎線、上野東京ライン、湘南新宿ライン - （駅の所在地は赤羽）

・都営地下鉄三田線
本蓮沼駅(駅の所在地は板橋区蓮沼町。六丁目から至近距離で行ける)

### バス
- 国際興業バス

### 道路
- 東京都道445号常盤台赤羽線
- 東京都道455号本郷赤羽線
- 東京都道460号中十条赤羽線

## 施設
- 北区立稲付中学校
- 赤羽自然観察公園
- 赤羽スポーツの森公園
- ナショナルトレーニングセンター
- 北区立島下公園

## その他

### 日本郵便
- 郵便番号 : 115-0055[3]（集配局 : 赤羽郵便局[17]）。